# Klaviersonate (Draeseke)
Die Sonata quasi fantasia op. 6 ist das umfangreichste Klavierwerk von Felix Draeseke. Sie gilt zusammen mit den in mancherlei Hinsicht vergleichbaren Sonaten von Franz Liszt und Julius Reubke als wichtigste Klaviersonate eines Komponisten der Neudeutschen Schule. 

## Entstehungsgeschichte

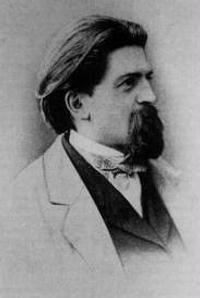
Felix Draeseke (um 1870)

Eine erste Fassung der Komposition entstand 1862 und war in Anlehnung an die Sonate von Liszt einsätzig konzipiert. In der Folgezeit unterzog Draeseke sie jedoch einer Umarbeitung, aus der das Werk dreisätzig hervorging: Die ursprüngliche Anlage wurde durch die Hereinnahme eines Intermezzos aufgespalten und auf zwei gleichgewichtige Außensätze verteilt. 
Die Sonate kam 1869 im Erstdruck heraus und ist dem Pianisten Hans von Bülow gewidmet, einem engen Freund Draesekes, der sie allerdings nie gespielt hat. Regelmäßig aufgeführt wurde das Werk jedoch von Franz Liszt, der es sogar als den Sonaten Ludwig van Beethovens ebenbürtig betrachtete.

## Die Sätze
Die letztgültige Satzfolge von Draesekes Klaviersonate lautet:
- Introduzione e Marcia funebre
- Intermezzo (Valse-Scherzo)
- Finale

Die Spieldauer beträgt ca. 27 Minuten.
Der erste Satz beginnt mit einem markanten, tonal nicht klar gebundenen Allegro-con-brio-Motiv, das zweimal in langsame Rubato-Passagen mündet, die schließlich zum eigentlichen Hauptteil, dem Trauermarsch (cis-Moll, Largo grave) führen. Dieser ist dreiteilig angelegt. Im Mittelteil erscheint ein kontrastierendes Un poco animato. Der Trauermarsch wird verkürzt und variiert wiederholt und klingt nach einer großen Steigerung beruhigt aus. 
Der kurze zweite Satz (Des-Dur, Presto) ist ein brillantes, in dreiteiliger Form gehaltenes Scherzo im Stil eines Konzertwalzers. 
Das Finale (Allegro con brio) beginnt mit demselben Motiv, das auch den ersten Satz einleitete. Hier wendet sich die Tonart allerdings nicht nach cis-Moll, sondern zu dessen Parallele E-Dur. Es entwickelt sich ein an die Sonatenhauptsatzform angelehnter Schlusssatz von überwiegend heroischem Charakter, der in einer sich am Ende bis zum dreifachen Forte steigernden Coda kulminiert.